# Laure Boulleau
Laure Boulleau (ur. 22 października 1986 w Clermont-Ferrand) – była francuska piłkarka grająca na pozycji lewego obrońcy, zawodniczka PSG i reprezentacji Francji, uczestniczka Mistrzostw Świata 2011 oraz Letnich Igrzysk Olimpijskich 2012.